# Марцинкявичюс, Миколас

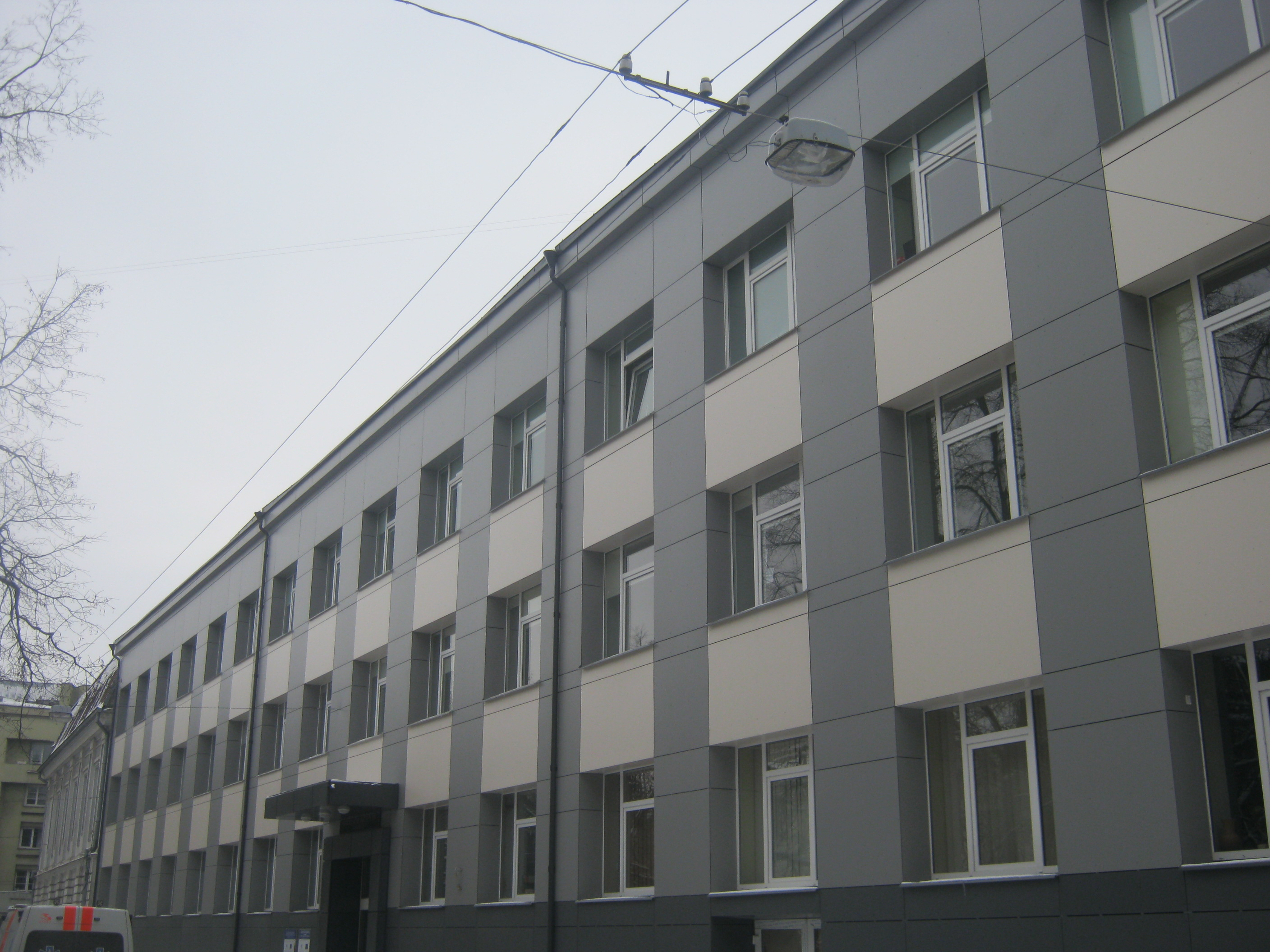
Вильнюсская больница им. Миколаса Марцинкявичюса

Миколас Марцинкявичюс (англ. Mykolas Marcinkevičius; 1892—1987) — литовский советский врач-терапевт и ученый, доктор медицинских наук.

## Биография
Родился 29 сентября 1892 года в городе Андрионишкис Российской империи, ныне Аникщяйского района Литвы.
Сначала учился в Андрионишкиской русской начальной школе, а в 1908—1912 годах — в частной гимназии. В 1912—1913 годах жил в Москве, прошёл курсы фармацевта. В 1913—1914 годах работал в различных аптеках городов Российской империи: Твери, Тулы и Перми. В годы Первой мировой войны служил в Русской императорской армии младшим лейтенантом. Был ранен, лечился в Киеве, в Киевском университете в 1916 году сдал экзамены на помощника провизора и продолжал работать в аптеках.
После окончания войны Марцинкявичюс вернулся в Литву, был призван в литовскую армию, служил в аптеке Каунасского военного госпиталя. Находясь на военной службы начал учиться на медицинском факультете Литовского университета (ныне Университет Витовта Великого). В 1920 году женился на Оне Мажилите. В 1921 году был переведён в Куршенай на должность управляющего центральным фармацевтическим складом. В январе 1923 года был уволен в запас.
С 1923 года семья Миколаса Марцинкявичюса переехала в Каунасе. В 1926 году он окончил университет, получил квалификацию врача-терапевта и в течение года работал ассистентом на кафедре педиатрии Каунасского университета. В 1928 году устроился на работу в город Рокишкис. В 1931—1944 годах семья жила в Паневежисе, пережив немецкую оккупацию в годы Великой Отечественной войны. Марцинкявичюс работал заведующим педиатрического отделения Паневежской больницы, организовал курсы для сестёр милосердия.
С 1944 года, после освобождения Литовской ССР, дальнейшая жизнь и деятельность Миколаса Марцинкявичюса проходила в Вильнюсе. Он стал заведующим кафедрой пропедевтики внутренних болезней Вильнюсского университета и занимал эту должность до 1970 года, когда вышел на пенсию. В 1949 году он защитил кандидатскую диссертацию, в 1959 году — докторскую. В 1961 году ему было присвоено звание профессора.
Был награждён Большим командорским крестом ордена Гедиминаса (1938).
Умер 20 мая 1987 года в Вильнюсе. Его сын Альгимантас тоже стал медиком, членом-корреспондентом АМН СССР.
В 1997 году Вильнюсской больнице, где долгое время работала кафедра пропедевтики внутренних болезней медицинского факультета Вильнюсского университета, было присвоено имя Миколаса Марцинкявичюса.